# Munții Giumalău

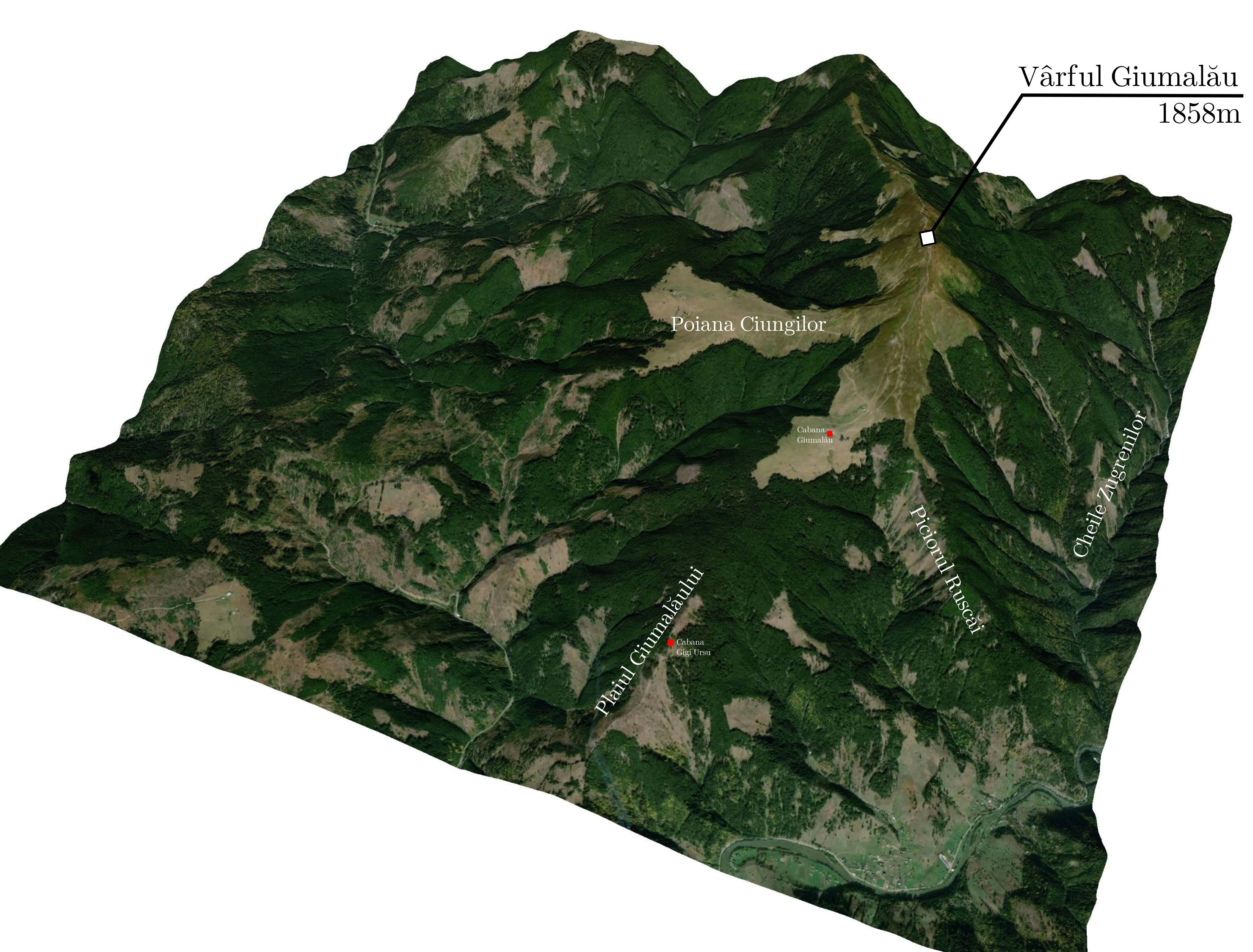
Vârful Giumalău

Cheile Zugrenilor

Munții Giumalău reprezintă partea de vest a masivului Rarău-Giumalău, o grupă muntoasă a Carpaților Moldo-Transilvani, aparținând de lanțul muntos al Carpaților Orientali. Ca aspect al reliefului, deosebirile dintre Munții Giumalău și Munții Rarău sunt evidente, ele decurgând în primul rând din alcătuirea lor geologică. Astfel Giumalăul este un munte cu mult mai bătrân decât Rarăul, fratele său mai mic.

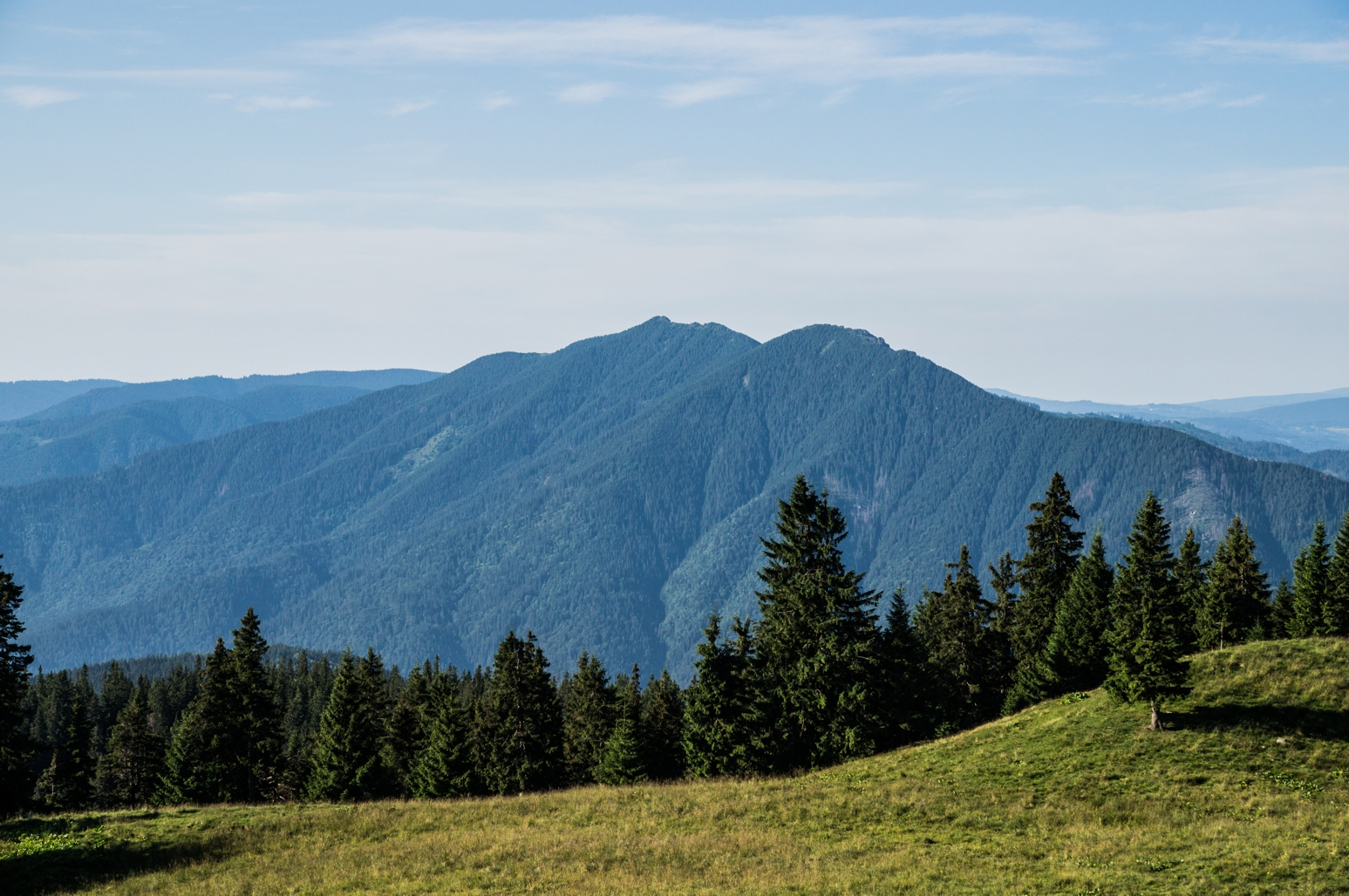
Munții Bistritei, vazuti de sub varful Rarau.

Cel mai înalt pisc este Vârful Giumalău, având 1.858 m altitudine.
Masivul Giumalău se află la vest de Izvorul Giumalău și Chiril, este alcătuit din roci cristaline (șisturi cristaline), în structura geografică se impune o culme centrală cu desfașurare NV - SE corespunzatoare alineamentului de roci cu rezistența cea mai mare și care au altitudini mai mari de 1400 m. În partea centrală se află vârful Giumalău (1857 m) din care se desprind spre nord - vest și sud interfluvii plate secundare în lungul cărora apar poduri netede la 1000 - 1200 m si 1350 -1450 m. Ele se termină spre Văile Bistriței și Putna prin versanți cu pantă mare.

## Legături externe
- Vârful și cabana Giumalău, acces, Munții Giumalău
- Munții Rarău-Giumalău - harta